# Olavi Fält
Olavi Kaarlo Fält, född 2 juni 1946 i Uleåborg, är en finländsk historiker.
Fält blev filosofie doktor 1983 på avhandlingen Eksotismista realismiin (1982), som behandlade den traditionella bilden av Japan i Finland på 1930-talet och som var den första doktorsdissertationen i Finland inom ämnesområdet idé- och lärdomshistoria. Han var 1983–1995 docent i historia vid Uleåborgs universitet och blev 1996 professor.
Fält har publicerat ett flertal arbeten om Japans historia och internationella relationer. 

## Utmärkelser
- Riddartecknet av I klass av Finlands Vita Ros’ orden,  2001[3]
- Gyllene strålar med halsband av Uppgående solens orden,  2021[4]

[Redigera Wikidata]